# SNOW DOME의 약속/Luv Sick
〈SNOW DOME의 약속/Luv Sick〉(SNOW DOMEの約束/Luv Sick SNOW DOME노야쿠소쿠/Luv Sick[*])는 일본의 남성 아이돌 그룹 Kis-My-Ft2의 9번째 싱글이다.

## 개요
전작 〈너와의 기적〉으로부터 약 3개월 만의 싱글이다.
초회 생산 한정반 A, 초회 생산 한정반 B, 통상반, 키스마이 SHOP반, 세븐&아이 한정반의 5형태로 발매된다.

## 수록곡

### 초회 생산 한정반 A
CD
1. SNOW DOMEの約束 / SNOW DOME의 약속 [5:04]
작사: 와다 쇼 / 작곡·편곡: 쿠보타 싱고(Jazzin'park), 쿠리하라 사토루(Jazzin'park)
2. Luv Sick [3:37]
작사: 쿠리하라 사토루(Jazzin'park) / 작곡·편곡: 쿠보타 싱고(Jazzin'park), 쿠리하라 사토루(Jazzin'park)

DVD
1. SNOW DOMEの約束 (MUSIC VIDEO)
2. SNOW DOMEの約束 (MUSIC VIDEO Making Movie)

### 초회 생산 한정반 B
CD
1. Luv Sick
2. SNOW DOMEの約束 / SNOW DOME의 약속

DVD
1. Luv Sick (MUSIC VIDEO)
2. Luv Sick (MUSIC VIDEO Making Movie)

### 통상반
CD
1. SNOW DOMEの約束 / SNOW DOME의 약속
2. Luv Sick
3. モテたいぜ トゥナイト / 인기 있고 싶어 투나잇
작사: 후쿠다 유이치 / 작곡·편곡: 야마시타 카즈아키

초회 한정 봉입 특전
- 아더 자켓 사진 부착 미니 사진집 (전 3종류 중 1종류) 봉입

### 키스마이 SHOP반
CD
1. SNOW DOMEの約束 / SNOW DOME의 약속
2. Luv Sick

특전
- 오리지널·특전 클리어 포스터 (B3 사이즈)

### 세븐&아이 한정반
CD
1. SNOW DOMEの約束 / SNOW DOME의 약속
2. Luv Sick
3. LUCKY SEVEN!!
작사: KAJI KATSURA / 작곡·편곡: 아사리 싱고

DVD
1. 세븐 일레븐 재팬 〈세븐 일레븐 페어〉 CM 촬영 메이킹 영상

초회 한정 봉입 특전
- 이벤트 응모 시리얼 봉입